# 超越方程
超越方程（英語：transcendental equation）是包含超越函數的方程，也就是方程中有無法用自變數的多項式或開方表示的函數，与超越方程相对的是代数方程。超越方程的求解無法利用代數幾何來進行。大部分的超越方程求解沒有一般的公式，也很難求得解析解。

## 舉例
以下的方程分別因為有指數函數、三角函數等超越函數，因此均為超越方程。
{\displaystyle e^{x}x=1}
{\displaystyle x=\sin {x}}
在天文學中，有關軌道偏近點角{\displaystyle E}的开普勒方程也是超越方程：
{\displaystyle M=E-e\sin {E}}
其中：
- {\displaystyle M}為軌道的平近點角。
- {\displaystyle e}為軌道的離心率。

## 求解方法
超越方程的求解可以利用繪圖法及數值方法求解。若利用繪圖法，可以分別令等式二邊的式子等於另一變數（例如{\displaystyle y}），然後在二個圖繪製在一起，二個圖的交點即為超越方程的解。數值方法也是以此想法往下延伸，利用數學公式求得二個圖交點的位置。
若是數值很小，或是已知解在某一數值附近，也可以用泰勒級數的方式來用多項式近似超越函數，因此超越方程可用代數方程近似，再針對代數方程求解。用牛頓法也可以求超越方程的數值解。
有些特殊的函數可用來表示超越方程的解。例如複變函數朗伯W函数就可以表示一些超越方程的解。以下的超越方程
{\displaystyle xe^{x}=1}
其解為{\displaystyle W(1)}，近似值為{\displaystyle 0.56714329\dots }（歐米加常數）。

## 參照
- 代数方程
- 超越函數
- 超越數
- 朗伯W函数